# Primal Fear
Primal Fear és un grup alemany de Power Metal o Heavy Metal format el 1997 per Ralf Scheepers (cantant/ex-Gamma Ray), Mat Sinner (baix i veu/sinner), Stefan Leibing i Tom Naumann (guitarres). Té un estil de so power metal heavy. Scheepers va formar el grup després que fos acceptat com a substitució de Rob Halford a Judas Priest, una feina que va quedar com a finalista, però que va guanyar en Tim "Ripper" Owens.

## Procedència
Primal Fear va tenir gran èxit com exponent del Power Metal. Té un estil bastant dur molt semblant a Judas Priest, en general, però també té cançons més melòdiques com Bleed For Me o Seven Seals. Van debutar amb un àlbum homònim sota el segell de Nuclear Blast, que va obtenir un èxit acceptable per a ser una banda emergent. L'any següent la banda llança l'àlbum Jaws Of Death, amb el qual s'obren pas dintre de les bandes power. Dos anys després, segueix l'àlbum Nuclear Fire; la banda ja fa gires per Europa i per països escandinaus. Al començament del 2008, el guitarrista Stefan Leibing la va abandonar per motius familiars, i va ser substituït pel guitarrista suec Magnus Karlsson.

## Sorgiment
El 2002 la banda llança dos àlbums, Horroscope i Black Sun, el segon va tenir un gran èxit i diverses cançons van acabar en els primers llocs de les llistes. Fins i tot a l'any següent llancen un DVD amb concerts en viu per tot Europa titulat The History Of The Fear.

## Consagració
Sense dubte, la fama la van assolir amb Devil's Ground, llançat el 2004, que inclou la cançó «Metal Is Forever», amb la qual assoleixen un èxit a les llistes europees. Tant és l'èxit que la banda fa gires en tot Europa i en alguns països de l'Amèrica del Sud i als Estats Units.
El 2005 acaben l'àlbum Seven Seals, una obra més melòdica. Entre el 2005 i el 2006 la banda promociona l'àlbum en una gira mundial. Després de tot l'èxit collit, fan un recopilatori, Metal is forever, amb 25 cançons i versions en dos discos.
El 21 de setembre de 2007 surt a la venda el nou material de la banda, el disc New Religion, amb onze cançons. En la cançó «Every Time It Rains», hi canta la vocalista d'Epica Simone Simons entre altres artistes convidats.

## Membres

### Membres actuals
- Ralf Scheepers, cantant principal (1997-present)
- Magnus Karlsson, guitarres (2008-present)
- Thalìa Bellazecca, guitarres (2024-present)
- Mat Sinner, baix, veus (1997-present)
- André Hilgers, bateria (2024-present)

### Membres anteriors
- Tom Naumann, guitarres (1997-2000, 2003-2007,2015-2024)
- Klaus Sperling, bateria (1997-2003)
- Stefan Leibing, guitarres, teclat (1998-2008)
- Henny Wolter, guitarres (2000-2002, 2007-2010)
- Randy Black, bateria (2003-2014)
- Alex Beyrodt, guitarres (2010–2024)
- Aquiles Priester, bateria (2014–2015)
- Francesco Jovino, bateria (2015–2019)
- Michael Ehré, bateria (2019–2024)

## Discografia[2]
Àlbums d'estudi
- Primal Fear (1998)
- Jaws of Death (1999)
- Nuclear Fire (2001)
- Black Sun (2002)
- Devil's Ground (2004)
- Seven Seals (2005)
- New Religion (2007)
- 16.6 (Before The Devil Knows You're Dead) (2009)
- Unbreakable (2012)
- Delivering the Black (2014)
- Rulebreaker (2016)
- Apocalypse (2018)
- Metal Commando (2020)
- Code Red (2023)
- Domination (2025)

Àlbums en directe
- Live in the USA (2010)
- Angels of Mercy – Live in Germany (2017)

Recopilatoris
- Metal Is Forever – The Very Best of Primal Fear (2006)
- Best of Fear (2017)